# Polizeiruf 110: Trio zu viert
Trio zu viert ist ein deutscher Kriminalfilm von Edgar Kaufmann aus dem Jahr 1989. Der Fernsehfilm erschien als 130. Folge der Filmreihe Polizeiruf 110.

## Handlung
In Kürze soll die erste Ausstellung des Malers Alfred Seebacher eröffnet werden, als fünf seiner Bilder gestohlen werden. Neben vier eigenen ist darunter auch eine Leihgabe. Alfred ist erst in höherem Alter von der Kunstwelt beachtet worden. Lange Zeit hat er seine Bilder gegen Naturalien getauscht und mal ein Brot und mal ein Paar Schuhe für seine Werke erhalten. Nun sind diese im Preis deutlich gestiegen und werden für eine vierstellige Summe gehandelt – allein die gestohlenen Bilder haben einen Gesamtwert von rund 30.000 Mark. Diese Entwicklung verbittert Alfred, zumal er die „Tauschverkäufe“ damals auch auf Veranlassung seines Vaters Alfons getätigt hat. Auch wenn die Tauschgeschäfte unumgänglich waren, weil die Familie kein Geld hatte, kam es später zum Zerwürfnis von Vater und Sohn. Alfons lebt nun im Altenheim. Seine Freunde Friedrich Marquart und Otto Knebel, die nichts von der Vaterschaft wissen, laden Alfons ein, die Ausstellung seines Namensvetters zu besuchen. Erst hier erfahren beide, dass Alfons der Vater Alfreds ist.
Alfred hat unterdessen verschiedene Leihgeber aufgesucht, um seine damals unter Preis verkauften Werke zurückzukaufen. Die Leihgeber, darunter Arzt Hausdörfer, Kammersängerin Bomsberg und der Wirt des Lokals Zur Linde, lehnen dies jedoch ab. Alfons will auf seine alten Tage eine Aussöhnung mit dem Sohn und seine damaligen Aktionen wiedergutmachen. Mit Friedrich und Otto plant er akribisch den Einbruch in das Museum, wo sie die damals unter Wert verkauften Gemälde stehlen wollen. Beim Bruch müssen sie jedoch erkennen, dass sie zu lange geplant haben: Die Ausstellung ist bereits abgebaut. Ein weiterer, durch Friedrich und Otto geplanter Einbruch geht ebenfalls schief, wurde der echte Seebacher von Arzt Dr. Hausdörfer doch bereits von einem anderen Dieb gestohlen.
Die Ermittler Hauptmann Peter Fuchs und Oberleutnant Thomas Grawe erhalten den Tipp, dass Museumsdirektor Sauerbrei erpresst wird und daher möglicherweise in die Einbrüche verstrickt ist. Da es der Täter auf die zeitigen Werke Seebachers abgesehen hat, lauern ihm die Ermittler am Lokal Zur Linde auf. Zwar können sie dort Direktor Sauerbrei stellen, doch ist das Gemälde zuvor bereits von Alfons gestohlen worden. Sauerbrei gibt bei der Vernehmung zu, die Gemälde für einen Erpresser gestohlen zu haben. Dieser hatte beobachtet, wie Sauerbrei einen Rentner angefahren und Fahrerflucht begangen hatte. Mit dem Wissen erpresste er ihn. Die Einzelgemälde bleiben jedoch verschwunden, genauso wie Alfons nicht aufzufinden ist. In seinem Altersheim-Zimmer finden sich die beiden vermissten Gemälde hinter dem Kleiderschrank. Um sicherzugehen, begeben sich Peter Fuchs und Thomas Grawe zu Kammersängerin Bomsberg, bei der die letzte Leihgabe aus der Ausstellung hängt. Hier sind Vater und Sohn Seebacher erschienen. Als Alfons das Gemälde stehlen will, wobei er an den Nagel ein Lebensmittelpäckchen hängt, verhindert Alfred den Diebstahl heimlich und hängt das Bild an seinen Platz zurück. Die Ermittler erscheinen schließlich und nehmen Vater und Sohn fest – beide Männer versöhnen sich. Bei der Vernehmung des Rentnertrios und des Malers muss sich Thomas Grawe ein Grinsen verkneifen. Wenig später sieht man alle vier vereint in Freiheit.

## Produktion

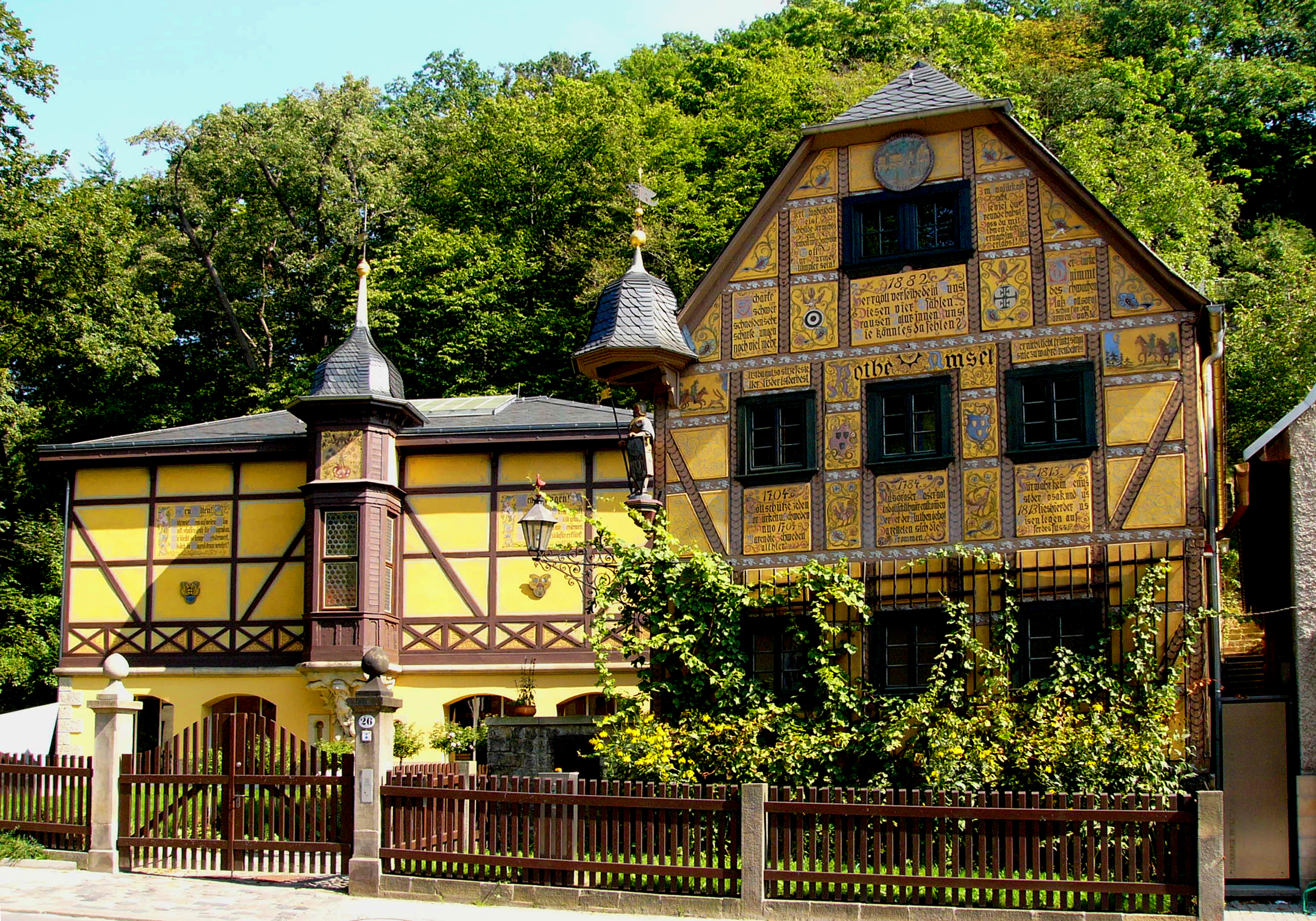
Das Leonhardi-Museum in Dresden, ein Drehort des Films

Trio zu viert (Arbeitstitel: Der Maler seines Lebens) wurde vom 5. Januar bis 5. März 1989 in Dresden gedreht. Bei dem Museum im Film handelt es sich um das Leonhardi-Museum in Dresden-Loschwitz. Die Kostüme des Films schuf Ruth Völker, die Filmbauten stammen von Dietrich Singer. Der Film erlebte am 25. Juni 1989 im 1. Programm des Fernsehens der DDR seine Premiere. Die Zuschauerbeteiligung lag bei 34 Prozent.
Es war die 130. Folge der Filmreihe Polizeiruf 110. Hauptmann Peter Fuchs ermittelte in seinem 77. Fall und Oberleutnant Thomas Grawe in seinem 21. Fall. Die Kritik nannte den Film eine „Gaunerposse“.
In einer Szene wird von den Rentnern erkennbar Monopoly gespielt, es wird von einem Hotel auf der Badstraße gesprochen. Das Spiel wird zwar nicht namentlich genannt, ist aber auf einem Tisch auch zu sehen. Dies ist insofern bemerkenswert, als Monopoly in der DDR verboten war und auch nicht eingeführt werden durfte.